# Nephrolepis pilosula
Nephrolepis pilosula är en spjutbräkenväxtart som beskrevs av Cornelis Rugier Willem Karel van Alderwerelt van Rosenburgh. Nephrolepis pilosula ingår i släktet Nephrolepis och familjen Nephrolepidaceae. Inga underarter finns listade.